# 1690-1699
De jaren 1690-1699 (van de christelijke jaartelling) zijn een decennium in de 17e eeuw.

## Belangrijke gebeurtenissen

### Oorlogen

#### Grote Turkse Oorlog
- 1691 : Slag bij Slankamen. Grootvizier Köprülü Fazıl Mustafa Pasja sneuvelt. De slag is een belangrijke overwinning voor de keizerlijke troepen.
- 1695 : Sultan Ahmed II sterft, hij wordt opgevolgd door zijn neef Mustafa II.
- 1697 : Slag bij Zenta. Eugenius van Savoye behaalt een klinkende overwinning op de Ottomanen.
- 1697 : Voor het verkrijgen van de Poolse troon, bekeert Frederik August I, keurvorst van Saksen zich tot het katholicisme en belooft militaire steun.
- 1699 : Vrede van Karlowitz maakt een einde aan de Grote Turkse Oorlog. De Ottomanen verliezen onder andere Hongarije. Het Koninkrijk Slavonië wordt gevormd.

#### Oorlog tegen de Liga van Augsburg
- 1690 : Victor Amadeus II van Savoy vervoegt de Liga van Augsburg.
- 1691 : Beleg van Cuneo. Victor Amadeus II verslaat de Fransen.
- 1692 : Eerste Beleg van Namen. Het beleg is een strijd tussen de twee grootste militaire ingenieurs van die tijd, namelijk Sébastien Le Prestre de Vauban en Menno van Coehoorn.
- 1693 : Slag bij Marsaglia. Deze maal verliest Victor Amadeus II.
- 1693-1694 : Grote hongersnood teistert Frankrijk.
- 1695 : Tweede Beleg van Namen. Onder leiding van Willem III van Oranje en Maximiliaan II Emanuel van Beieren, landvoogd van de Spaanse Nederlanden, wordt de stad op de Fransen heroverd.
- 1695 : Bombardement op Brussel. De Fransen vernietigen het centrum van de stad.
- 1696 : Verdrag van Turijn. Victor Amadeus II sluit vrede met Frankrijk en verlaat de Liga.
- 1697 : Vrede van Rijswijk maakt een eind aan de Negenjarige Oorlog. De oorlog is een mislukte poging van Lodewijk XIV om de rest van Europa onderhorig aan Frankrijk te maken. De grote coalitie onder leiding van Willem III van Oranje dwingt de Fransen uiteindelijk om al hun veroveringen sinds 1678 terug te geven.
- 1697 : Leopold van Lotharingen kan terugkeren naar zijn hertogdom.

### Rusland
- 1694 : Natalja Narysjkina, de moeder van Peter de Grote, sterft.
- 1695-1696 : Azovveldtochten. Peter de Grote slaagt er in de havenstad Azov op de Turken te veroveren.
- 1696 : Tsaar Ivan V van Rusland sterft, Peter de Grote is nu alleenheerser.
- 1697-1698 : Grote Ambassade. Peter de Grote doet een rondreis in West-Europa.
- 1698 : Peter is genoodzaakt terug te keren naar Rusland wegens de Streltsy-opstand.

### Economie
- 1691 : De Rekhemse IJzermolen komt in werking. Deze nieuw geïnventeerde ijsermakerie is ook voorzien van een ijzergieterij. Er worden handgranaten, bommen en kogels voor het leger vervaardigd, alsmede huishoudelijke voorwerpen.
- 1694 : De Bank of England wordt opgericht met Nederlands kapitaal.
- 1694 : In Nederland komt de generaliteitsgulden in omloop.

### Wereldhandel en kolonies
- 1692 : Heksenprocessen van Salem. In Massachusetts worden 13 vrouwen en 6 mannen wegens hekserij opgehangen, een 20e bezwijkt onder de tortuur om een bekentenis te verkrijgen.
- 1693 : In Brazilië vindt er een goldrush plaats. De stad Ouro Preto ziet het daglicht.
- 1697 : De vrede van Rijskwijk maakt ook een einde aan de Oorlog van koning Willem, een oorlog tussen Nieuw-Engeland en Nieuw-Frankrijk in Noord-Amerika.
- 1699 : De VOC, die stad Pondicherry (India) bezet, moet die teruggeven aan de Fransen.

### Publicatie
- 1691 : De predikant van Amsterdam, Balthasar Bekker, schrijft het boek De betoverde wereld, waarin hij zich afzet tegen het wijdverbreide geloof in heksen en duivels. Hij wordt daarop uit het ambt gezet. In de Republiek ontstaat een heftig dispuut tussen mede- en tegenstanders over het boek. Uiteindelijk leidt het boek tot uitbanning van de heksenvervolging.

<< · 1690 · 1691 · 1692 · 1693 · 1694 · 1695 · 1696 · 1697 · 1698 · 1699 · >>
<< · 1600-1609 · 1610-1619 · 1620-1629 · 1630-1639 · 1640-1649 · 1650-1659 · 1660-1669 · 1670-1679 · 1680-1689 · 1690-1699 · >>